# Шарлот Вейл Алън
Шарлот Вейл Алън (на английски: Charlotte Vale Allen) е канадска писателка на бестселъри в жанра съвременен любовен роман. Писала е и под псевдонима Катрин Марлоу (на английски: Katharine Marlowe).

## Биография и творчество
Шарлот Вейл Алън е родена на 19 януари 1941 г. в Торонто, Онтарио, Канада. Преживява тежко детство, тъй като е подложена на сексуална злоупотреба от страна на баща си. Опора са ѝ само гимназиалната учителка и двама близки родственици. От този злощастен опит обаче научава широтата и дълбочината на всички проблеми на жените и начините, чрез които те трябва да се опитват да се справят с тях.
В периода 1961-1964 г. живее във Великобритания и работи различни работи, включително като телевизионна актриса и певица. След това се завръща в Торонто, където работи като певица и участничка в кабарени ревюта. През 1966 г. емигрира в САЩ, където през 1970 г. се омъжва за Уортър Алън младши и заживяват в Кънектикът.
Започва да пише малко след брака. Нейната първа книга всъщност е нейната автобиография „Daddy's Girl“ (Момичето на татко), която тогава не е приета от издателите, тъй като считат темата за кръвосмешението твърде спорно. Издадена е чак през 1980 г., когато е вече утвърден писател.
Първият ѝ любовен роман „Love Life“ е публикуван през 1975 г. Оттогава тя е автор на над 30 съвременни романса. В книгите си се опитва да се справи с проблемите, вълнуващи жените, макар че според нея те не са само за представителките на нежния, пол, а за всекиго. Творбите ѝ са изпълнени с оптимизъм, а героините ѝ оцеляват въпреки обстоятелствата.
Писателката е един от най-успешните канадски автори. Нейните произведения са преведени на над 20 езика и са продадени в над 7 милиона екземпляра.
Шарлот Вейл Алън живее в Норуок, Кънектикът. Тя обича фотографията, пътуванията в чужбина и реденето на пасианси, и смята готвенето и ръкоделието за терапевтични занимания.

## Произведения

### Като Шарлот Вейл Алън

#### Самостоятелни романи
- Love Life (1975)
- Hidden Meanings (1977)
- Sweeter Music (1977)
- Another Kind of Magic (1977)
- Running Away (1977)
- Gentle Stranger (1977)
- Mixed Emotions (1977)
- Meet Me in Time (1978)
- Julia's Sister (1978)
- Becoming (1978)
- Memories (1978)
- Gifts of Love (1978)
- Moments of Meaning (1979)
- Acts of Kindness (1979)
- Times of Triumph (1979)
- Promises (1980)
- The Marmalade Man (1981)
- Destinies (1981)
- Perfect Fools (1982)
- Intimate friends (1983)
- Believing in Giants (1983)
- Pieces of Dreams (1984)
- Matters of the Heart (1985)
- Time/Steps (1986)
Танц на съдбата, изд.: ИК „Плеяда“, София (1996), прев. Анжела Лазарова-Петрова
- Illusions (1987)
- Dream Train (1988)
- Night Magic (1989)
Нощна магия, изд.: ИК „Плеяда“, София (1998), прев.
- Painted lives (1990)
Омагьосан живот, изд.: ИК „Плеяда“, София (1996), прев. Мария Петрова
- Leftover Dreams (1992)
- Chasing Rainbows (1993)
- Dreaming in Colour (1993)
Цветни сънища, изд.: „Компас“, Варна (1994), прев.
- Somebody's Baby (1995)
- Claudia's Shadow (1996)
- Mood Indigo (1997)
Страсти в Манхатън, изд.: ИК „Плеяда“, София (1999), прев. Мария Петрова
- Parting Gifts (2001)
Прекрасни дарове, изд.: ИК „Плеяда“, София (2002), прев.
- Grace Notes (2002)
- Fresh Air (2003)
- Sudden Moves (2004)
Нежни сърца, изд.: ИК „Плеяда“, София (2008), прев.
- Where is the Baby? (2012)

#### Документалистика
- Daddy's Girl (1980)
- The Young Person's Dreambook: An Abuse Workbook (2002)

### Като Катрин Марлоу
- Heart's Desires (1991)
- Secrets (1992)
- Nightfall (1993)